# 平山増之助
平山 増之助（ひらやま ますのすけ、1861年9月5日（文久元年8月1日） - 1914年（大正3年）6月29日）は、明治期の薬学博士、日本陸軍一等薬剤正。下総国出身。族籍は東京府士族。

## 経歴
1861年9月5日（（旧暦）文久元年8月1日）、下総多古藩（現千葉県香取郡多古町）藩医平山玄益の次男として生まれ、1872年（明治5年）東京・横浜に遊学し東京大学予備門を経て1882年（明治15年）東京大学医学部製薬学科を卒業して製薬士の称号を得た。
直後に日本陸軍剤官副となり熊本鎮台病院に勤務し、1888年（明治21年）1月熊本薬学専門学校初代校長となる（ドイツ留学により退任）。1889年（明治22年）7月にドイツに留学した。近代薬学を学んだ陸軍薬剤監として1891年（明治24年）12月帰国後すぐに東京衛戍病院付き陸軍軍医学校教官を命じられ、日清戦争時には大本営付きとして戦地衛生材料補給計画を立案した。1897年（明治30年）2月には軍医学校教官兼務のまま薬剤監唯一の陸軍省医務局課員となり、同年5月には薬剤監初の衛生会議議員に命じられ、1900年（明治33年）より始まった『第三改正日本薬局方』日本薬局方調査会においては委員となり、終了間際の1906年（明治39年）9月には主査委員となった。
1902年（明治35年）7月には陸軍内の衛生材料管理の責任である陸軍衛生材料廠長心得（代理）に起用され、日露戦争時において衛生材料廠長として戦線全体に円滑な衛生材料補給を実施し、それらの功績から1906年（明治39年）4月陸軍一等薬剤正（大佐相当）に昇任した。1907年（明治40年）11月20日、薬学研究における成果も認められ薬学博士学位を授与された。翌年には薬剤師試験における試験委員に任じられた。
1909年（明治42年）11月、病から陸軍を辞した後、1910年（明治43年）9月富山県立薬学専門学校校長に就任し、病の進行から1914年（大正3年）に退官し帰京、同年6月29日死去した。陸軍薬局方ばかりでなく日本薬局方の改正に深く関与し、晩年は日本薬学会編纂委員・同会議員、後に会長として日本の薬学発展に寄与した。

## 人物
住所は東京市赤坂区青山南町。

## 栄典
位階
- 1902年（明治35年）12月24日 - 従五位[12]
- 1908年（明治41年）1月31日 - 正五位[13]
- 1910年（明治43年）4月30日 - 従四位[14]

勲章等
- 1895年（明治28年）11月18日 - 明治二十七八年従軍記章[15]
- 1906年（明治39年）4月1日 - 功四級金鵄勲章・勲三等旭日中綬章・明治三十七八年従軍記章[16]

## 家族・親族
平山家
- 父・玄益（千葉県士族）[1]
- 妻・きい（1868年生、長野県平民、清水信夫の長女）[1]
- 男・増雄（1890年生）[1]
- 長女、二女[1]
- 二男（1900年生）[1][11]

## 著書
- 「独墺陸軍薬剤制度一斑」（平山増之助編 平山増之助 1892年）
- 「薬物名彙」（相模嘉作・中馬泰造著 平山増之助閲 丸善 1899年）
- 「博士の売薬研究」P25「有効売薬意見 薬学博士平山増之助」の項（岩本新吾編 春泥書房 1908年）
- 「陸軍薬制沿革」（平山増之助著 陸軍省 1910年）
- 「葡萄酒試験法 （附・清酒試験法）」（平山増之助著 半田屋医籍 1910年）
- 「藥學雜誌 1892年5月26号」 P405「檢尿ノ要訣 平山増之助」（社団法人日本薬学会）
- 「藥學雜誌 1892年10月26号」 P996「有機質中炭素定量ノ一新法 平山増之助」（社団法人日本薬学会）
- 「藥學雜誌 1896年3月26号」 P288「鯤嶋雜記 平山増之助」（社団法人日本薬学会）
- 「藥學雜誌 1898年9月26号」 P925「檢尿要訣 平山増之助」（社団法人日本薬学会）
- 「藥學雜誌 1899年8月26号」 P787「贋造藥品ニ就キテ(三十二年七月日本藥學會例會ニ於ケル演舌ノ大意) 平山増之助」（社団法人日本薬学会）
- 「藥學雜誌 1901年4月26号」 P363「故マクス、フォン、ペッテンコヲフェル先生 平山増之助」（社団法人日本薬学会）
- 「藥學雜誌 1902年1月26号」 P42「獨逸劇毒藥及容器取締規則(千八百九十六年十月一日發布) 平山増之助」（社団法人日本薬学会）
- 「藥學雜誌 1902年11月26号」 P1089「二三水族ノ「プトマイネ」ニ就キテ 平山増之助」（社団法人日本薬学会）
- 「藥學雜誌 1904年2月26号」 P93「新案消毒車ニ就キテ 平山増之助」（社団法人日本薬学会）
- 「藥學雜誌 1905年5月26号」 P401「水中ノ生物 平山増之助」（社団法人日本薬学会）
- 「藥學雜誌 1905年6月26号」 表紙裏「編輯委員岸田吟香君逝矣 平山増之助」（社団法人日本薬学会）
- 「藥學雜誌 1908年5月26号」 P486「アウタン Autan ニ就テ 平山増之助」（社団法人日本薬学会）
- 「藥學雜誌 1909年11月26号」 P1233「ラヂウムノ昨今 平山増之助」（社団法人日本薬学会）
- 「藥學雜誌」 P61「「ピロカルピン」ノ製法 平山増之助」（社団法人日本薬学会）
- 「藥學雜誌」 P147「牛乳論 平山増之助」（社団法人日本薬学会）